# Nokia 9300i
Nokia 9300i a fost introdus în anul 2005. Cea mai semnificativă diferență față de 9300 este rețeaua locală fără fir, Wi-Fi.Are două ecrane dupăAcesta se poate deschide în două poziții. Acesta funcționează cu Symbian S80. De asemenea, are două ecrane, WiFi, Bluetooth și infraroșu.
În modul închis are un ecran de 1.7 inchi, dialpad-ul, butoanele de meniu, tastele de apelare/respingere și peste ecran este butonul de pornire/oprire. 
În modul închis are un ecran de 4 inchi, lângă ecran butoane adiționale, sub ecran se găsește tastatura QWERTY alături de un D-Pad. 
Are interfața cu utilizatorul îmbunătățită, inclusiv iconițe pentru diferite tipuri de conexiuni (de exemplu: indicatoare separate pentru GPRS și EDGE, WiFi, IP passthrough). RealPlayer suportă fișierele rm, 3GP (H.263 și MPEG-4) și MP4.

## Caracteristici
- Frecvențe GSM: 900/1800/1900 MHz
- Greutate: 172 g
- Dimensiuni: 132 mm × 51 mm × 21 mm
- Sistem de operare: Symbian OS 7.0s + Series 80 ediția a 2-
- 80 MB de memorie internă și slot pentru card MMC
- Browser-ul XHTML/HTML
- Aplicații Java/Symbian
- GPRS: Clasa 10
- EDGE (EGPRS): Clasa 10
- WLAN: IEEE 802.11 b/g
- Bluetooth
- infraroșu
- Suport de cablu de date
- Ecran: TFT de 4 inchi care suportă 65.536 culori și rezoluția de 640 × 200 pixeli
- Al doilea ecran: TFT de 1.7 inchi care suportă 65.536 culori 65 536 culori și rezoluția de 128 × 128 pixeli
- Player video și audio
- MMS, E-mail
- Timp de convorbire de la 3.5 până la 8 ore
- Timp de așteptare: 170 - 230 ore (în funcție de utilizarea WLAN-ului)